# Cristian Baglieri
Cristian Baglieri (Pachino, 23 marzo 1974) è un ex calciatore italiano, di ruolo attaccante.

## Carriera

### Club
Fratello minore di Corrado, Cristian comincia la sua carriera in Serie A nel Napoli nella stagione 1992-1993 (dopo alcuni anni di gavetta nel settore giovanile, avviata nel 1987 anno in cui è arrivato nella città partenopea), scendendo in campo il 6 giugno 1993 in occasione della partita Napoli-Parma, conclusasi con il punteggio di 1-1.
Nella stagione successiva gioca 32 gare con 7 gol nelle file della Lodigiani.
Successivamente disputa 109 gare nel campionato di Serie B, vestendo le maglie di Ancona, Foggia, Lecce e Castel di Sangro, oltre che del Padova, del Thiene, del Forlì e del Mantova in Serie C. Seguono le ultime due stagioni nella Sambonifacese (2005-06) e nel Chioggia Sottomarina (2006-07), dopodiché si ritira dal calcio giocato e si stabilisce a Mantova, partecipando nel contempo al corso per allenatori. 
Nel 2010 fonda insieme al fratello Corrado, al padre e al cognato una scuola calcio denominata "Sporting Baglieri" a Portopalo di Capo Passero, paese di cui è originario per metà da parte materna; e successivamente ricopre il ruolo di allenatore e di direttore tecnico in una scuola calcio mantovana.

### Nazionale
Ha giocato nella nazionale italiana Under-18.

## Palmarès

### Club

#### Competizioni nazionali
- Serie C2: 2

Padova: 2000-2001
Mantova: 2003-2004

## Curiosità
Durante gli anni trascorsi nel Napoli, l'ex attaccante pachinese ha avuto modo di conoscere nonché di giocare tra gli altri con Diego Armando Maradona nelle partitelle di allenamento del giovedì, raccontando successivamente che il pibe de oro un giornò andò nel centro sportivo Paradiso di Soccavo con un camion pieno di materiale tecnico del suo sponsor che regalò per intero ai ragazzi della Primavera, tra cui lo stesso Baglieri. Tuttavia questo non fu l'unico regalo dell'argentino, visto che tramite il fisioterapista Salvatore Carmando, si premurava di fare avere vari regali a tutti i calciatori e i lavoratori del centro sportivo.